# 拉脱维亚境内的苏联游击队
拉脱维亚境内的苏联游击队是第二次世界大戰德军占领拉脱维亚期间拉脫維亞境內苏联派遣的游击队。這些游擊隊试图发动游击战。由于当地人的反抗，苏联游击队在拉脱维亚的行动相当失败。

## 背景与起源
苏联占领拉脱维亚的一年过后，苏德战争爆发。
1941年6-7月，德意志國防軍占领拉脱维亚。被德国侵占的拉脱维亚领土被并入東方專員轄區。德方在拉脱兰总管区組建政府以及德国警察力量。另外，德方还从1941年开始组建拉脱维亚辅警力量。
1942年5月30日，蘇聯方面组建了中央指挥部負責各加盟共和国境内以及被占领土上的游击运动。
1942年9月28日，为组织、整合亲苏派系与势力，继续抵抗德军，苏方成立了拉脱维亚游击运动参谋部。从1943年1月起，拉脱维亚境内的苏联游击队受拉脱维亚上校阿图尔斯·斯普罗吉斯领导。
苏联游击队与苏联红军类似，有着明确的等级制度、从属制度以及工资制度。红军领导层负责游击队部队的人员选拔、训练、军备以及指挥。

## 游击战争
在1941年末到1944年中期被派遣进拉脱维亚境内的第一批苏联游击队部队很快就都被歼灭了。直到1943年，B集團軍在斯大林格勒战役和库尔斯克会战受挫后，拉脱维亚境内的苏联游击队才真正开始行动。游击队团级部队“Par Padomju Latviju”于1942年6月在列宁格勒组建、受训，其三支小规模游击队部队从旧鲁萨出发，前往拉脱维亚。7月7日，该团抵达拉脱维亚卡爾薩瓦地区，但遭德军发现，部队在被打散后损失惨重，只有几人逃脱。1942年9月，苏方在莫斯科附近又组建了一支由志愿者组成的游击队，志愿者出自第201拉脱维亚步枪兵师以及拉脱维亚游击队团“Par Padomju Latviju”。这些部队的指挥官是Vilis Samsons，他后来成了一位苏联历史学家。3月，该部队被重命名为“拉脱维亚游击队旅”。该部队随后在拉脱维亚边境线以东作战，直到1943年末才进入拉脱维亚境内。由于拉脱维亚当地人口不会支持苏联游击队，后者无法在这里站稳脚跟。全部由俄罗斯人组成的列宁格勒游击队旅（指挥官M.I. Klementjev）曾在盧班斯湖周边作战。1944及1945年，该旅在庫爾蘭地区组建了大量小型游击单位（每个单位人数在2-12之间），但效果显著。其中最著名的一个单位名叫“红色箭头”（Sarkana bulta）。不過拉脱维亚蘇聯游击队還是遭受了重大损失，很多规模稍小的单位都被歼灭。
根据拉脱维亚共产党的数据，1941-1944年间，共有4055名受过军事训练的武装人员（包括士兵、组织者、观察员）从苏联被派往拉脱维亚。1944年1月4日时，拉脱维亚游击运动总部麾下共有812名士兵。这说明那批进入拉脱维亚的官兵中已有3243人（占总人数的80%）或阵亡，或负伤，或在行动中失踪。
在纳粹德国占领拉脱维亚期间，拉脱维亚的苏联游击队印刷并散播了几份非法报纸，如《我们的土地》（Mūsu zeme）、《为了祖国》（Par Dzimtenes）、《拉脱维亚青年人》（Jaunais Latviešu）等。另有一些手写的宣傳單張。

## 結局
曾在1941-1944年间于拉脱维亚作战的苏联游击队员中有超过1000人都获得了苏联政府颁发的勋奖，其中三人获得蘇聯英雄称号。